# Химич, Георгий Лукич
Гео́ргий Луки́ч Хи́мич (22 октября [4 ноября] 1908, Харьковская губерния — 9 мая 1994, Екатеринбург) — советский учёный и конструктор. Герой Социалистического Труда. Лауреат Сталинской премии первой степени и Государственной премии СССР.

## Биография
Родился 22 октября (4 ноября) 1908 года в селе Уланово (ныне — Глуховский район, Сумская область, Украина) в крестьянской семье. Украинец. В 1929 году переехал в Свердловск.
В 1936 году окончил УИИ имени С. М. Кирова. Затем работал на УЗТМ. Во время Великой Отечественной войны служил артиллеристом.
После окончания войны продолжил работу на заводе. В 1946 году руководил проектированием первого в СССР рельсобалочного стана, предназначавшегося для НТМК.
В 1952 году вступил в КПСС. В 1955—1979 годах работал главным конструктором прокатного оборудования УЗТМ.
26 ноября 1968 года был избран членом-корреспондентом АН СССР по специальности «машиностроение».
Депутат ВС РСФСР 3—5 созывов.
Умер 9 мая 1994 года в Екатеринбурге. Похоронен на Широкореченском кладбище.

## Научные достижения
Г. Л. Химичу принадлежит 56 изобретений и 76 патентов. Он является автором 8 монографий и более 80 статей. Руководитель создания ряда уникальных прокатных станов.

## Награды и премии
- Герой Социалистического Труда (1958)[1][2]
- орден Ленина[2]
- два ордена Отечественной войны II степени (28.4.1945; 6.4.1985[4])
- орден Трудового Красного Знамени (1979)
- орден Красной Звезды (22.9.1944)[1]
- медали «За боевые заслуги» (15.09.1942)[5], «За оборону Москвы» (28.07.1945)[6], «За победу над Германией в Великой Отечественной войне 1941—1945 гг.» (01.08.1945)[7]
- Сталинская премия первой степени (1950) — за создание советского рельсо-балочного стана[2]
- Государственная премия СССР (1979)[8] — за создание и внедрение высокопроизводительных слябовых машин непрерывного литья заготовок криволинейного типа для металлургических комплексов большой мощности
- заслуженный изобретатель РСФСР (1965)[9]
- Почётный гражданин Свердловска (1973)[1]